# Conus lapulapui
Conus lapulapui é uma espécie de gastrópode do gênero Conus, pertencente à família Conidae.